# Thoracactis
Thoracactis is een geslacht van neteldieren uit de klasse van de Anthozoa (bloemdieren).

## Soort
- Thoracactis topsenti Gravier, 1918